# Forel-Klasse
Die Forel-Klasse (russisch Форель, für Forelle) war eine Klasse russischer Zerstörer der Baltischen und Fernostflotte des zaristischen Russlands, die im Rahmen des Bauprogramms für die Bedürfnisse des Fernen Osten 1898 in Frankreich bestellt wurde. 1902 wurden die Boote umbenannt, das Typschiff hieß ab dann Wnimatelni (russisch Внимательный, für aufmerksam). Bei Ausbruch des Russisch-Japanischen Krieges befanden sich alle fünf Boote in Port Arthur. Drei Boote gingen in den Kriegshandlungen verloren. Die beiden verbliebenen Booten waren bis 1917 im Fernen Osten stationiert und verlegten dann zur Arktischen Flottille. Bis 1924 erfolgte dann der Abbruch.

## Baugeschichte
Das Flottenbauprogramm zur Verstärkung der russischen Flotte unter Berücksichtigung der russischen Interessen im Fernen Osten führte nicht nur zur Bestellung von Linienschiffen und Kreuzern im Ausland, sondern auch zur Beschaffung von zehn Zerstörern im Ausland. Nach den Planungen des Marineministeriums sollten 30, dann zwanzig Zerstörer beschafft werden und die einheimische Newski-Werft wollte zehn Boote bauen. Trotz Bedenken des Ministeriums wurde der Auftrag erteilt, die Fertigstellung der daraus entstehenden Buiny-Klasse verzögerte sich jedoch erheblich und nur zwei Boote erreichten den Fernen Osten vor Ausbruch des Russisch-Japanischen Krieges 1904. Weitere erreichten erst mit dem „Zweiten Pazifischen Geschwader“ 1905 das geplante Einsatzgebiet und sieben dieser Zerstörer gingen bei Tsushima verloren.

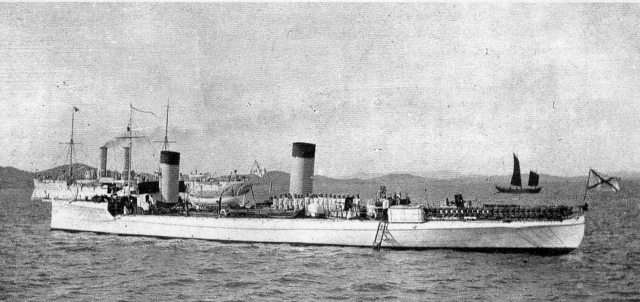
Der in Deutschland gebaute Zerstörer Bditelnyi, anfangs Kit

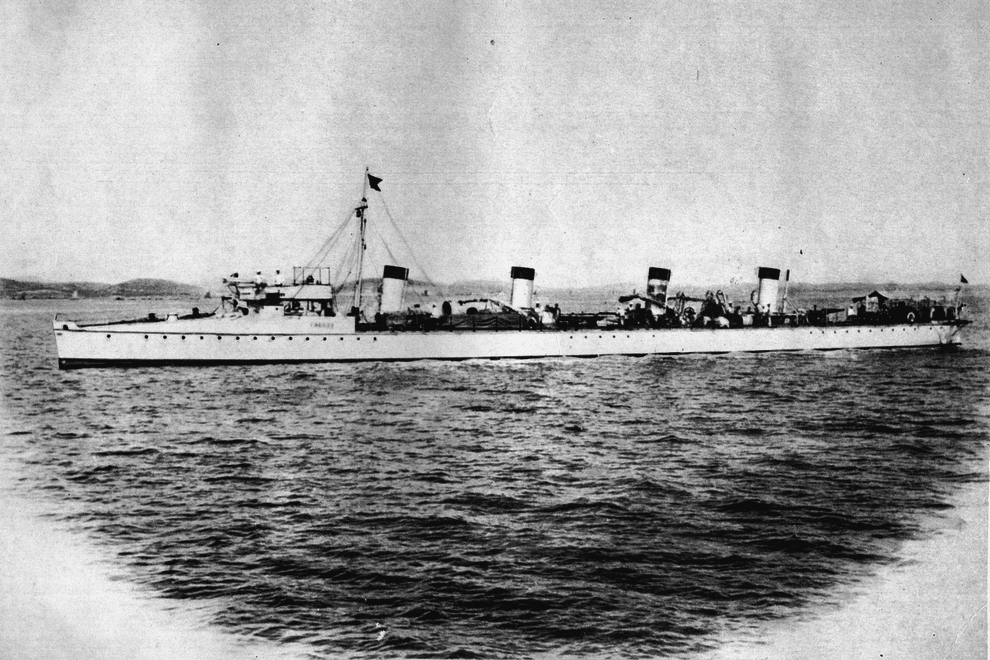
Der bei Laird gebaute Zerstörer Bojewoy, anfangs Som

Die Ausschreibung führte zu Angeboten aus Deutschland, wo die Schichau-Werft schon größere Boote an Russland mit den Torpedokreuzern der Kasarski-Klasse geliefert hatte, von denen die in Finnland unter Schichau-Aufsicht gebauten Wsadnik und Gajdamak im Fernen Osten als erste größere Torpedofahrzeuge Dienst taten.
Schichau erhielt im August 1898 einen Auftrag für vier Boote der Kit-Klasse, die bis zum August 1900 abgeliefert wurden. Sie verlegten im Winter 1900/1901 in den Fernen Osten. 
Die Hoffnung, auch britische Angebote zu erhalten, zerschlug sich weitgehend, da insbesondere Yarrow und Thornycroft das rivalisierende Japan als Hauptkunden sahen. So wurde nur ein Zerstörer bei Laird Brothers in Großbritannien (Som, August 1900 ausgeliefert) bestellt, der mit den aus Deutschland gelieferten Zerstörern nach Port Arthur verlegt wurde. Die Pläne, auch in den Vereinigten Staaten Zerstörer zu bestellen, wurden bald verworfen.
Schon im April 1898 begannen die Verhandlungen, in Frankreich sechs Boote anzukaufen. Die Marine Nationale besaß selbst noch keine Zerstörer. Sie hatte erste Zerstörer von 300 t bestellt, die erst 1899 vom Stapel liefen. Die vom russischen Marinebefehlshaber, Generaladmiral Großfürst Alexei, persönlich mit Augustin Normand geführten Verhandlungen führten zur Zusage des Kaufes von fünf Booten; die endgültige Fixierung der Verträge fand allerdings erst im Dezember statt und berücksichtigte die russische Interessen nur teilweise.

Schon im Juni 1898 begann die Werft Chantier Augustin Normand in Le Havre mit dem Bau zweier Boote, die als Forel (russisch Форель, für Forelle) am 8. Dezember 1900 und Sterljad (russisch Стерлядь, für Sterlet) am 8. März 1901 vom Stapel liefen. Beide Booten wurden nach erfolgreichen Geschwindigkeitstests am 28. August 1901 von der Kaiserlich Russischen Marine übernommen.

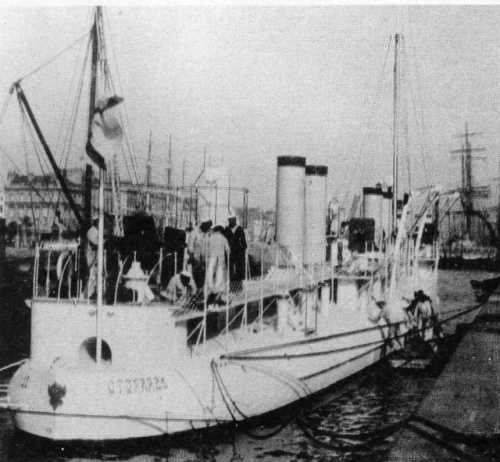
Rückansicht der Sterljad in Le Havre

Drei weitere Boote wurden ab 1899 beim Zweigbetrieb der Forges et Chantiers de la Méditerranée in Graville bei Le Havre begonnen. Sie liefen als Ossjotr (russisch Осётр, für Stör) am 23. Januar 1901, Kefal (russisch Кефаль, für Meeräsche) am 28. November 1901 und Lossos (russisch Лосось, für Lachs) am 11. März 1902 vom Stapel. Die Ossjotr wurde zusammen mit den beiden Normand-Booten am 28. August 1901 an die Russische Marine übergeben. Die anderen beiden Booten wurden erst 5. Juli 1902 ausgeliefert. Die Fertigstellung der fünf „französischen“ Boote verzögerte sich erheblich; sie erzielten die geforderten Geschwindigkeiten bei den Tests, aber ihre Maschinen erwiesen sich ohne französisches Fachpersonal als schwer bedienbar. Eine Nutzung ausländischen Personals wurde vom russischen Marineministerium abgelehnt. Dies führte dazu, dass von der ersten Lieferung nur die Forel in die Ostsee ging, während sich die beiden anderen Boote nach weiterer Ausbildung in Le Havre dort einem Verlegungsverband anschließen sollten.
Im März 1902 erfolgte dann noch eine Umbenennung aller Zerstörer. Die Fischnamen sollten zukünftig für Unterseeboote verwandt werden. Die Forel wurde Wnimatelni (russisch Внимательный, für aufmerksam), Sterljad wurde Wynosliwi (russisch Выносливый, für hartnäckig), Ossjotr wurde Wnuschitelni (russisch Внушительный, für beeindruckend), Kefal
wurde Wlastni (russisch Властный, für herrisch) und Lossos wurde Grosowoi (russisch Грозовой, für stürmisch).

## Einsatzgeschichte
Am 12. November 1901 verließ die Forel Kronstadt, um nach Ostasien zu verlegen. Wegen schwerer Stürme hatte der Zerstörer Schwierigkeiten und erreichte erst am 22. November Kiel; auf der Reede von Cuxhaven gab es erneut Probleme, so dass Hamburg für eine Notreparatur angelaufen wurde. Am 20. Dezember wurde dann Le Havre erreicht und in der dortigen Bauwerft eine gründliche sechswöchige Überholung durchgeführt.
Am 2. Februar 1902 verließen dann die Forel, die Sterljad und die Ossjotr Le Havre und marschierten in das Mittelmeer bis Piräus. Da größere Einheiten nicht mehr auf dem Weg nach Ostasien waren, verblieben die Boote dort und waren auch zeitweise in Palermo stationiert.
Die Wlastni (vorher Kefal) und die Grosowoi (anfangs Lossos) verlegten nach ihren Abnahmetests ab dem 30. Juli 1902 aus Le Havre über Norwegen und Kopenhagen nach Kronstadt. Im Herbst schlossen sie sich dem Überführungsverband zum Pazifischen Geschwader unter Konteradmiral Stackelberg an, zu dem die Linienschiffe Retwisan und Pobeda, die Kreuzer Pallada, Diana, Nowik, Bogatyr und Bojarin und mit der Boiki und der Burny auch zwei Torpedoboote aus russischer Fertigung gehörten, wobei das Geschwader eigentlich nie geschlossen marschierte.
Die Wlastni und die Grosowoi besuchten am 7. Oktober Piräus und trafen danach in Palermo mit den drei Schwesterschiffen nach fast einem Jahr wieder zusammen.

### Überführung vom Mittelmeer nach Ostasien
Die sieben Torpedoboote marschierten dann durch den Suezkanal und über Colombo (7. März 1903) nach Saigon, wobei der Kreuzer Bogatyr den Verband der Torpedoboote meist unterstützte. In Saigon teilte sich der Verband, um entlang der chinesischen Küste verschiedene Häfen zu besuchen. Die Wnimatelni, die Wlastni und die Grosowoi trafen am 18. Mai 1903 als erste einen Monat nach der Retwisan in Port Arthur ein. Die Wynosliwi und die Wnuschitelni waren die letzten Boote, die im Juli zusammen mit der Pobeda den russischen Stützpunkt erreichten.
Die fünf Zerstörer der Forel-, jetzt Wnimatelni-Klasse bildeten mit den sieben anderen Booten des Bauprogramms die 1. Zerstörerflottille. In der 2. Flottille waren die Torpedoboote vom Typ Sokol unter Führung des ehemals chinesischen Zerstörers Lieutenant Burakow organisiert. Im Herbst 1903 erhielten alle Boote der 1. Flottille anstelle des weißen Tropenanstriches einen olivgrünen. Einige Boote führten umfangreichere Kesselreparaturen durch. Trotz der massiven Spannungen mit Japan und der Verhandlungsunwilligkeit des Oberbefehlshabers im Fernen Osten, Jewgeni Iwanowitsch Alexejew, fanden keine Verbandsübungen statt. Zehn Boote befanden sich in der Reserve und nur zwei waren wirklich im aktiven Dienst.

### Russisch-Japanischer Krieg
Die fünf in Frankreich gebauten Boote wurden erst nach Kriegsausbruch wieder aktiviert und für den Wachdienst und als Aufklärer eingesetzt. Die Wnimatelni war der im ersten Monat am häufigsten eingesetzte Zerstörer, mit 16 Einsätzen (oft als Divisionsführer). Die Grosowoi hatte 14 Einsätze, die Wynosliwi 13 Einsätze, die Wlastni elf Einsätze, die Wnuschitelni acht.
Die Wnuschitelni lief am 26. Februar 1904 bei der Rückkehr von einer weiteren Aufklärungsfahrt in die Bucht von Jinzhou (Dalian), wo sie in der Morgendämmerung von japanischen Kreuzern blockiert wurde. Der dort ebenfalls eingeschlossene Zerstörer Besstraschnyi der Kit-Klasse brach aus der Bucht aus und erreichte Port Arthur, aber der Kommandant der Wnuschitelni, Kapitänleutnant Poduschkin, weigerte sich, auszubrechen und versuchte die Flucht eng entlang der Küste. Nach Treffern durch die Yoshino gab er seinen Zerstörer auf. Versuche ihn wieder zu heben, gab es bis Mai, aber es gelang nur, zwei 47-mm-Geschütze zu bergen.
Am 11. März 1904 kam es zu einem Gefecht zwischen russischen und vier japanischen Zerstörern. Die Wynosliwi unter N. A. Matusewitsch war das Flaggschiff des russischen Verbandes, der um 3:30 Uhr das Feuer auf die Japaner eröffnete. Die japanische Schiffe konzentrierten ihr Feuer auf das Flaggschiff, das schon zu Beginn des Kampfes einen Treffer im Maschinenraum erhielt und eine Weile bewegungsunfähig war. Gegen 3:45 Uhr schlug einen Granate im Kommandostand ein und tötete unter anderen den Flottillenchef. Da die Gegner sich in der Dunkelheit verloren, konnte die Wynosliwi ins Schlepp genommen werden und war um 7:00 Uhr wieder in Port Arthur. Die japanische Akatsuki wurde im Gefecht versenkt, die Wnimatelni erlitt kleinere, die Wlastni erhebliche Schäden.
Am 22. März 1904 erkannte die Grosowoi frühzeitig einen Angriff japanischer Zerstörer in der Reede von Port Arthur.
Am 27. Mai kam es bei Jingzhou erneut zu einem nächtlichen Zerstörergefecht. Dabei lief die Wnimatelni auf Grund. Nachdem alle Versuche, sie abzubringen, gescheitert waren, versuchte die Wynosliwi, ihr Schwesterboot durch einen Torpedo zu vernichten. Am 26. Mai fanden japanische Patrouillenschiffe das gestrandete russische Boot und versuchten vergeblich, es zu bergen. Allerdings zerschlug ein Sturm einige Wochen später das Boot endgültig auf den Felsen.
Die Wynosliwi, die Wlastni und die Grosowoi unterstützten im Mai und Juni die russischen Truppen bei Jinzhou. Während dieser Zeit kam es zu einigen kürzeren Gefechten mit japanischen Schiffen.
An der Seeschlacht im Gelben Meer nahmen die verbliebenen drei Zerstörer des Forel-Typs teil. Die Wynosliwi und die kehrten mit dem größeren Teil des Geschwaders anschließend nach Port Arthur zurück. Der Grosowoi gelang mit dem Kreuzer Diana der Ausbruch. Sie wurde vom nach Süden laufenden Kreuzer nach Shanghai entlassen, wo sie am 13. August 1904 eintraf und anschließend von der Regierung Chinas zusammen mit dem schon früher eingetroffenen Flaggschiff der Kreuzer, Askold, interniert wurde.
Die Wynosliwi erhielt am 24. August bei der Sicherung eines kleinen Konvoys einen Minentreffer, der den Zerstörer zerbrach. Zwölf Seeleute, unter ihnen der Kommandant, starben beim Untergang.
Die Wlastni war wegen starker Abnutzung der Maschinen nicht mehr kampfbereit und konnte zur Verteidigung Port Arthurs nicht eingesetzt werden. Am 1. Januar 1905 brach sie kurz vor der Kapitulation des russischen Stützpunktes noch aus Port Arthur aus und erreichte Tschifu, wo sie von den chinesischen Behörden interniert wurde und so den Krieg überdauerte.

### Dienst in der Sibirischen Flottille
Am 15. Januar 1905 wurden die in Tschifu internierte Wlastni und die in Shanghai internierte Grosowoi der Sibirischen Flottille zugeteilt. Nach Ratifizierung des Friedensvertrages durften die Boote nach Wladiwostok verlegen. In den Jahren 1912 und 1913 wurden die beiden Schwesterboote nochmals überholt. Die Brücke wurde nach weiter hinten verlegt, die Boote erhielten achtern ein zweites 75-mm-Geschütz sowie eine Funkanlage. Die 47-mm-Geschütze wurden durch sechs Maschinengewehre ersetzt. Der Einbau schwerer Geschütze war wegen der Reservetorpedos an Deck nicht möglich. Dazu erhielten die Boote einen neuen grünen Anstrich. Ein aktiver Einsatz der Boote erfolgte nicht. Die Bedeutung Murmansks für die weitere Kriegführung Russlands an der Seite der Alliierten wurde immer wichtiger, so dass die russische Regierung beschloss, dort eigene Marineeinheiten zu stationieren.
Vom 4. Februar bis zum 7. September 1916 erfolgte die Verlegung der beiden Boote von Wladiwostok um Südostasien, durch den Indischen Ozean und das Mittelmeer nach Archangelsk. Unterwegs wurden sie teilweise in der Konvoisicherung mit alliierten Zerstörern eingesetzt. Bei Gibraltar erlebten sie dabei erstmals U-Boot-Angriffe.

### Dienst in der Nordatlantik-Flottille
Nach ihrem Eintreffen im Polarmeer nahmen die Wlastni und die Grosowoi sofort den Dienst bei ihrer neuen Einheit zwischen der Kolabucht und Archangelsk auf. Beide hatten in Großbritannien Wasserbombenwerfer erhalten. Sie hatten beide Gefechte mit U-Booten, und die Grosowoi hat dabei am 2. November 1916 das deutsche U-Boot U 56 mit Geschützfeuer leicht beschädigt. Im Februar 1917 gingen beide Boote nach England zur Reparatur, wo sie am 14. August 1918 durch die Briten beschlagnahmt wurden.

## Verbleib
Die letzten Einsätze der beiden Boote sind etwas unklar und in den Quellen widersprüchlich. Sie sollen bei der Besetzung von Archangelsk durch die Briten eingesetzt worden sein, vielleicht auch als Boote der Weißen Garden. 
Wlastni wurde am 14. Mai 1921 der Sowjetunion zurückgegeben, die das veraltete Boot über sowjetisch-deutsche Aktiengesellschaft „Derumetall“ zum Abbruch verkaufte. 
Hinsichtlich Grosowoi ist unklar, wo sie abgebrochen wurde; sicher ist nur, dass dies 1921 erfolgte.